# Hipòdrom de Happy Valley
L'Hipòdrom de Happy Valley (en xinès tradicional: 跑馬地馬場; en pinyin: Pǎomǎ dì mǎchǎng; també conegut com a 快活谷馬場; en pinyin: Kuàihuó gǔ mǎchǎng) és un dels dos hipòdroms per a curses de cavalls i una atracció turística a Hong Kong, una regió administrativa especial al sud de la Xina. És al barri Happy Valley a l'Illa de Hong Kong, està envoltat per les carreteres Wong Nai Chung i Morrison Hill.
Va ser construït el 1845 per celebrar curses de cavalls per a la població britànica de Hong Kong. Abans, l'àrea era un pantà i també era l'únic terreny pla apte per a les curses de cavalls a l'illa de Hong Kong. Per donar pas a la pista de curses, el govern va prohibir el cultiu de l'arròs als pobles dels voltants. La primera cursa va tenir lloc el desembre de 1846.